# Claes Gustavsson
Claes Gustavsson, född 1964, är en svensk författare och grafisk formgivare som debuterade 1992 med sina betraktelser i Humbug. 2010 släpps Den Osynlige Mannen på Darwin Books. 
Claes Gustavsson har belönats med flera utmärkelser. Senast tilldelades han priset Svensk Bokkonst för designen av Nationalmuseums bok om Caspar David Friedrich. 2010 är femte gången han tar emot priset.